# Halogeton arachnoideus
Halogeton arachnoideus är en amarantväxtart som beskrevs av Horace Bénédict Alfred Moquin-Tandon. Halogeton arachnoideus ingår i släktet Halogeton och familjen amarantväxter. Inga underarter finns listade i Catalogue of Life.